# Вулиця Сумгаїтська (Черкаси)
Ву́лиця Сумгаї́тська — вулиця в Черкасах, одна з головних у Південно-Західному мікрорайоні.

## Розташування
Вулиця починається від дамби та мосту через Кременчуцьке водосховище і простягається паралельно залізниці. В районі закінчення вулиці Василя Стуса вулиця під прямим кутом повертає праворуч і простягається так через весь Південно-Західний мікрорайон, впираючись у кінці в автомобільне коло на вулиці 30-річчя Перемоги.

## Опис
Вулиця широка, по 3 смуги руху в кожен бік, повністю асфальтована, оскільки є частиною транзитного шляху через Черкаси.

## Походження назви
Вулиця була утворена 1975 року і названа на честь міста-побратима Сумгаїта.

## Будівлі
На вулиці розташовані житлові будинки, промислові підприємства, Черкаська спеціалізована школа № 27 імені М. К. Путейка, Черкаський художньо-технічний коледж.

## Галерея

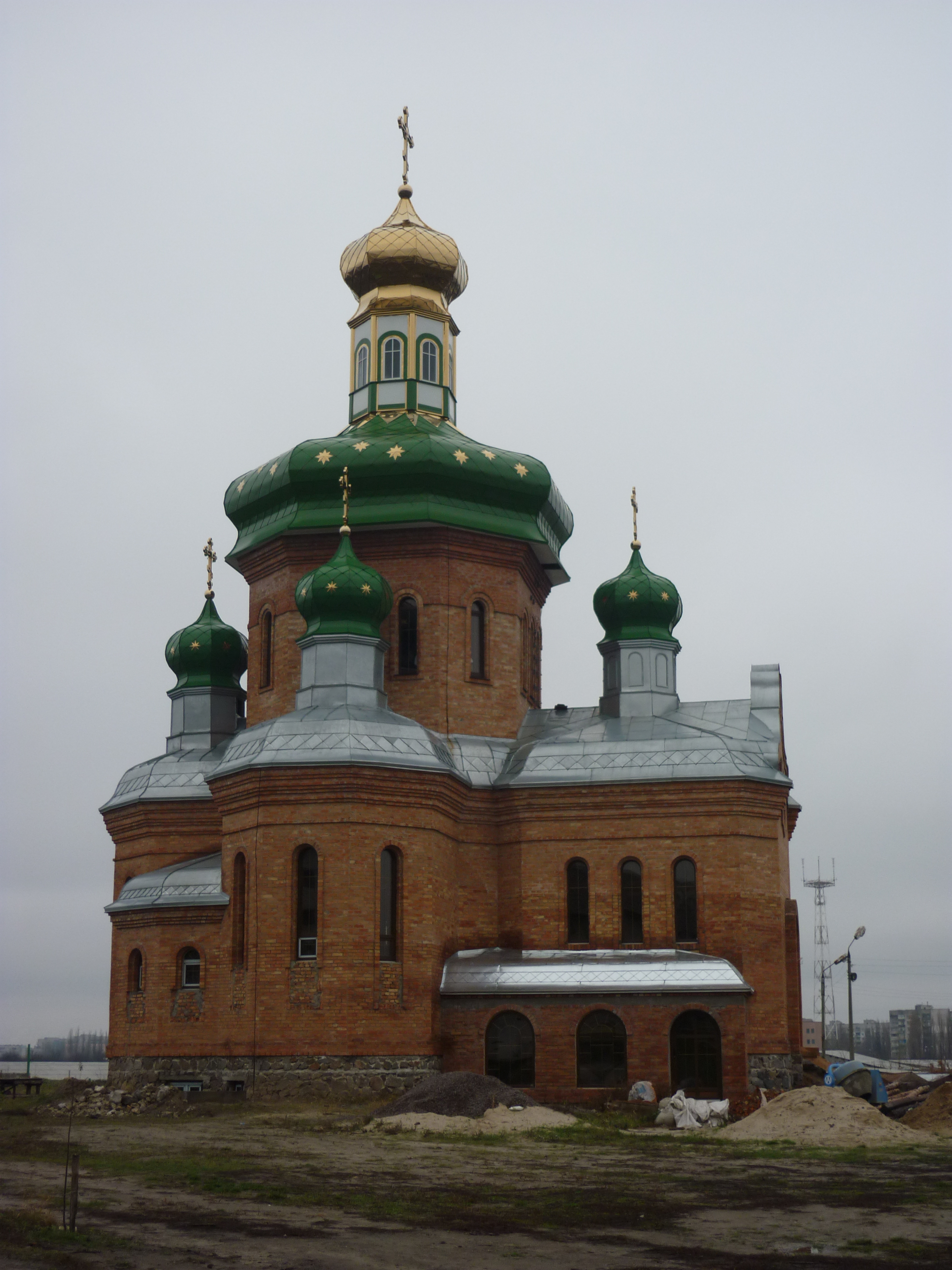
Церква Святого Миколая Чудотворця
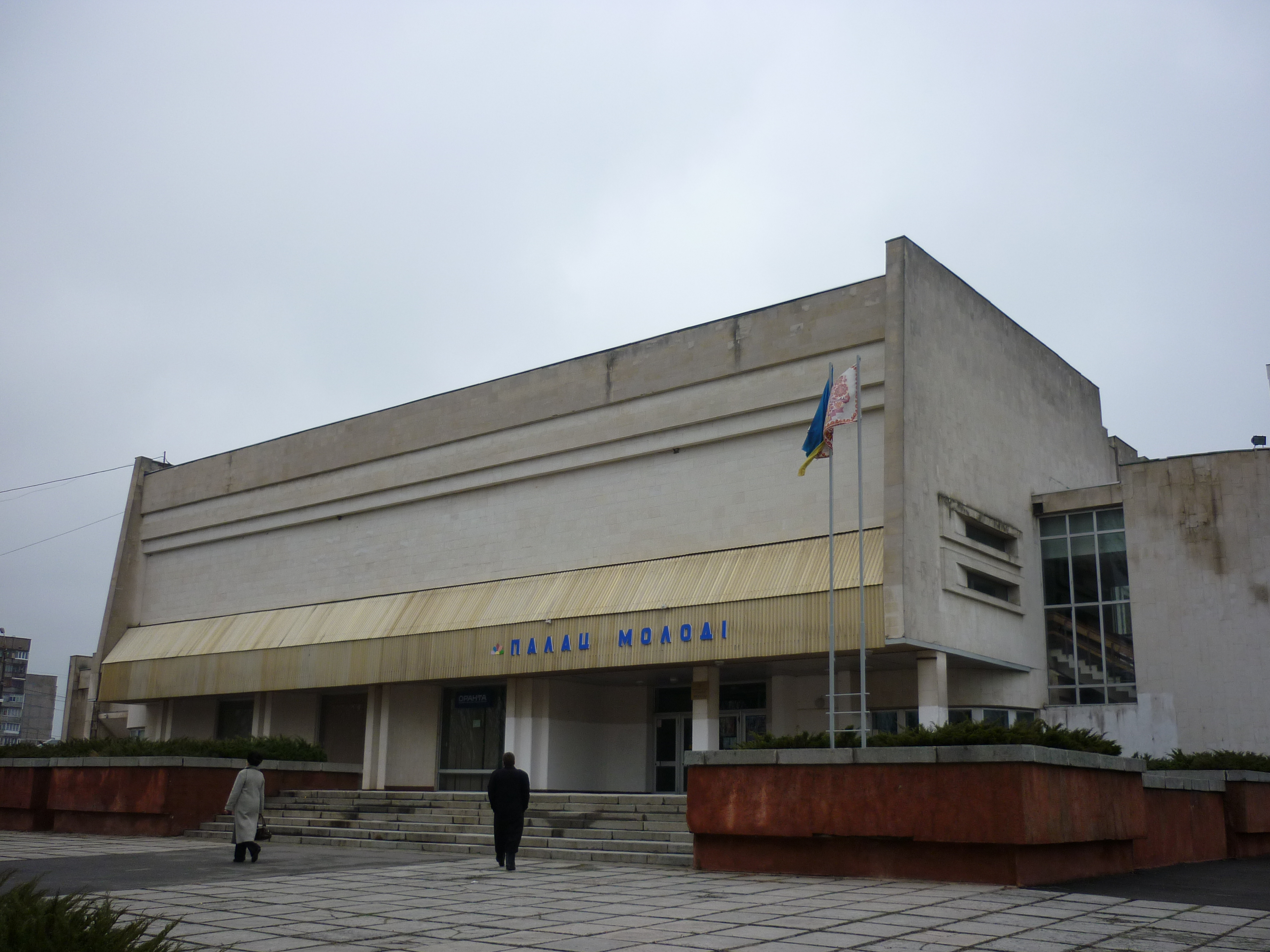
Палац молоді
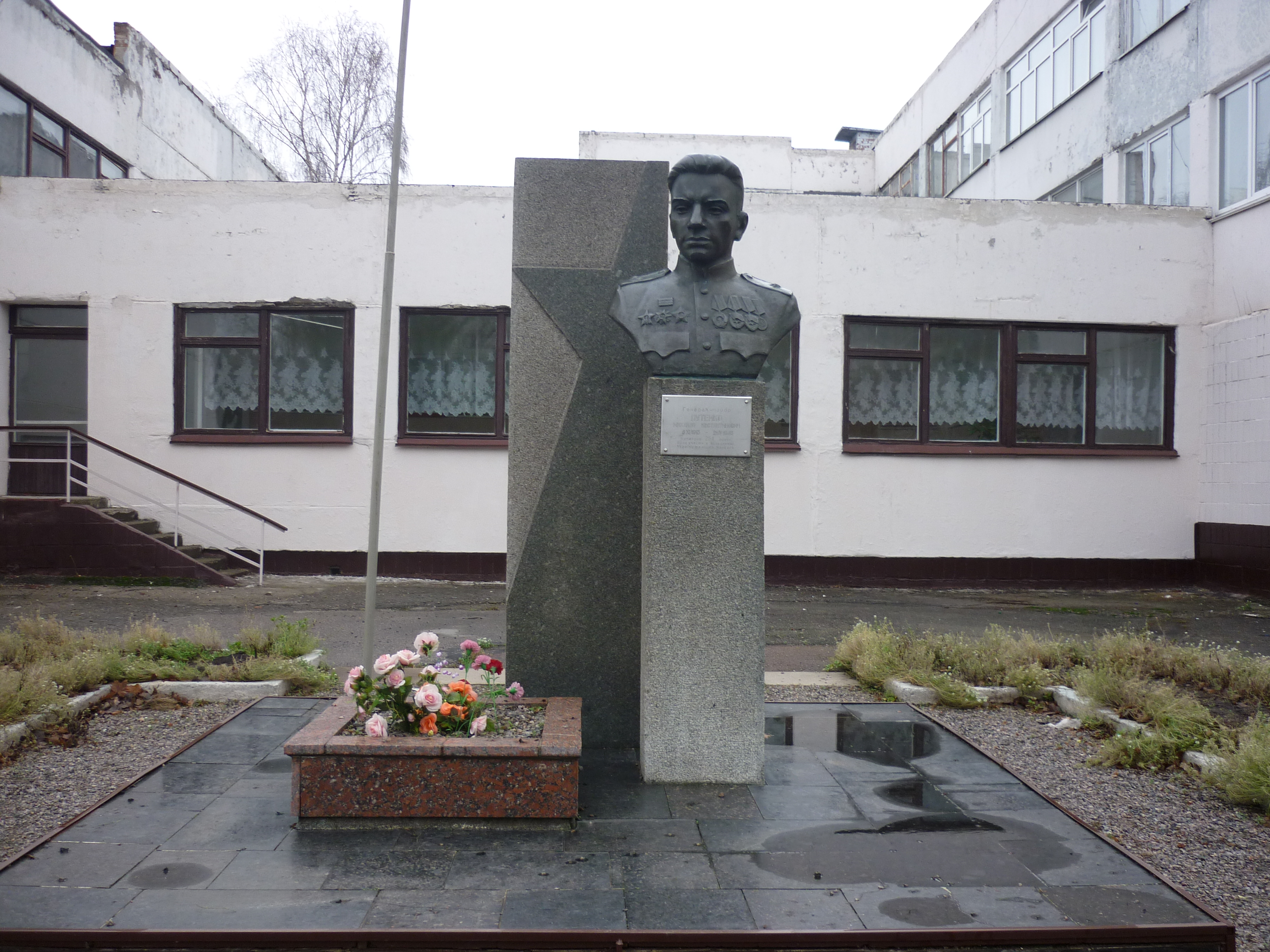
Погруддя Путейка біля СШ № 27
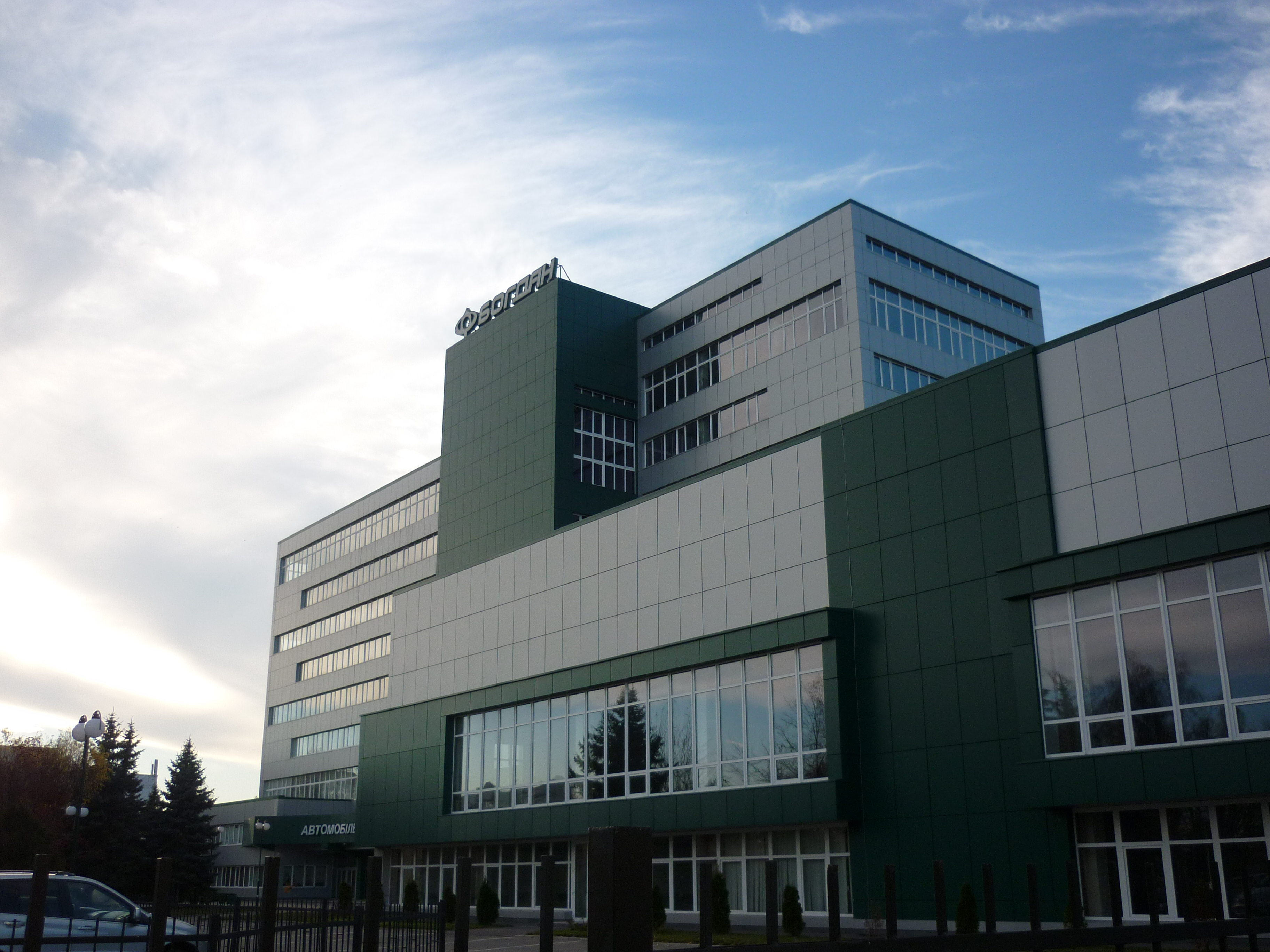
Автомобільний завод «Богдан»
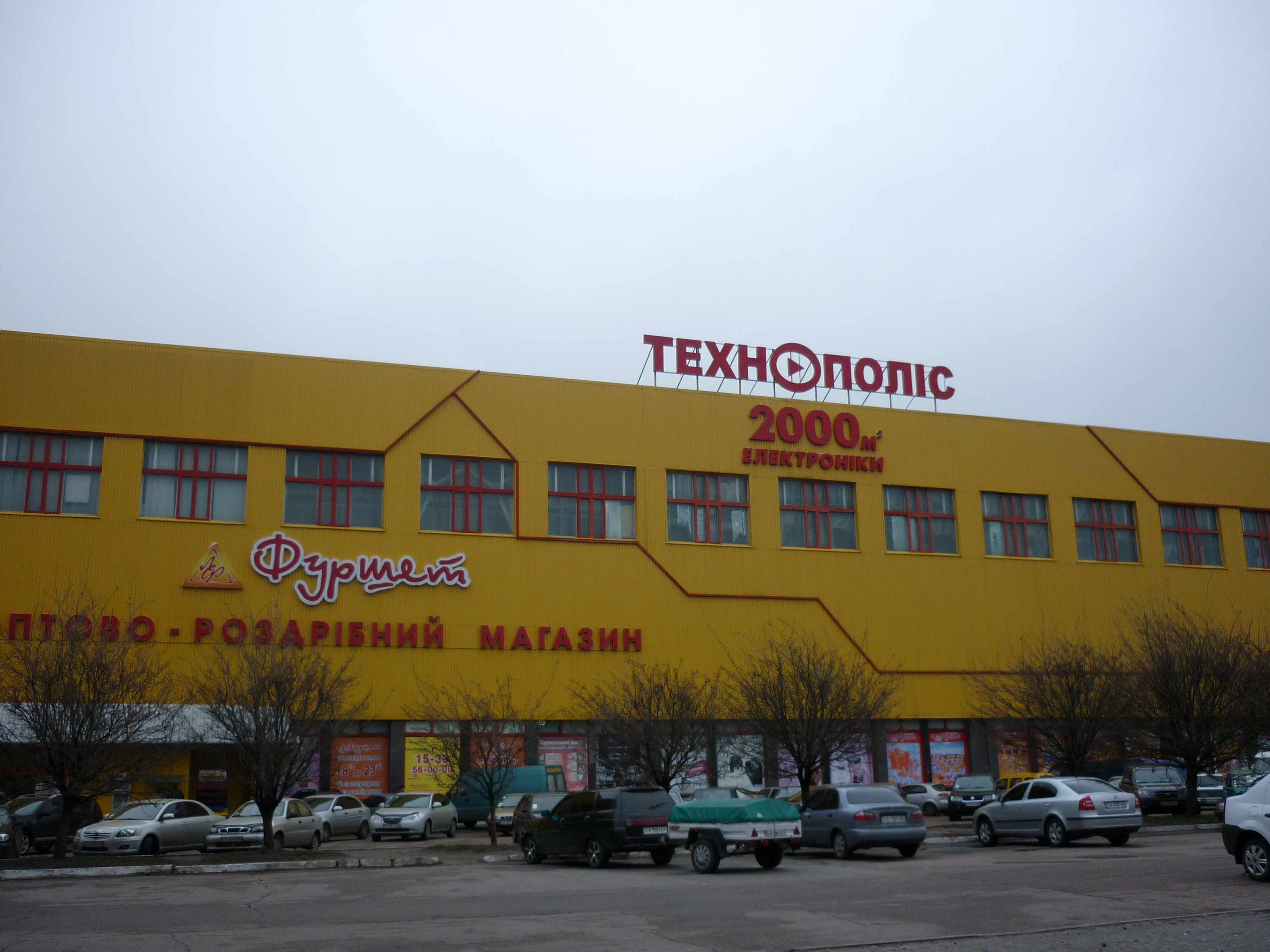
Гіпермаркет «Технополіс» — «Фуршет»